# 亞瓦爾科查山 (胡寧大區)
11°28′34″S 76°07′09″W / 11.47611°S 76.11917°W
亞瓦爾科查山（Yawarqucha），是秘魯的山峰，位於該國中部胡寧大區，由堯利省的莫羅科查區負責管轄，屬於安地斯山脈的一部分，海拔高度4,800米。